# Piece (Silésie)
Pour les articles homonymes, voir Piece.
Piece est une localité polonaise de la gmina de Gaszowice, située dans le powiat de Rybnik en voïvodie de Silésie.